# Latvijas Radio

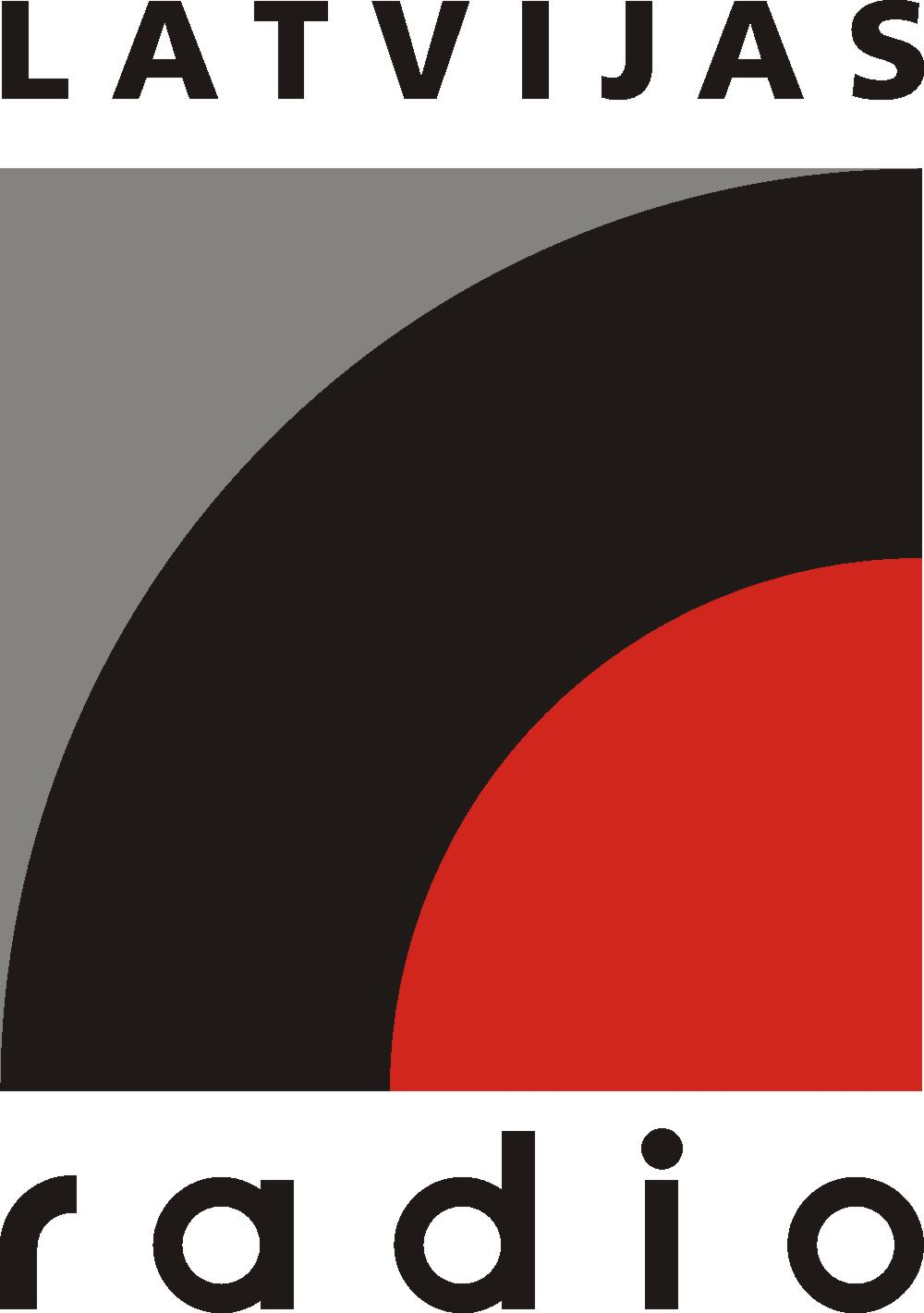
Logo di Latvijas Radio

Latvijas Radio (in italiano: Radio Lettone) è la prima stazione radio della Lettonia, che trasmette regolarmente dal 1º novembre del 1925.
Lo studio della stazione si trova nella capitale Riga.

## Programmi
- Latvijas Radio 1
- Latvijas Radio 2
- Latvijas Radio 3 — Klasika
- Latvijas Radio 4 — Doma Laukums (in russo)
- Latvijas Radio 5 — Radio NABA

## Frequenze
| Città              | LR1   | LR2   | LR3 — Klasika | LR4 — Doma laukums | LR5 — NABA |
| ------------------ | ----- | ----- | ------------- | ------------------ | ---------- |
| Riga               | 90,7  | 91,5  | 103,7         | 107,7              | 93,1       |
| Liepāja            | 107,1 | 101,0 | 104,6         | 97,9               | 104,6      |
| Kuldīga            | 95,9  | 101,3 | 92,0          | -                  | 92,0       |
| Ventspils          | 99,2  | 103,0 | 89,8          | 95,3               | 89,8       |
| Dundaga            | 91,1  | 106,7 | -             | -                  | -          |
| Valmiera           | 104,0 | 101,5 | 87,6          | -                  | 87,6       |
| Cesvaine           | 102,5 | 105,0 | 103,5         | -                  | 103,5      |
| Daugavpils         | 106,1 | 100,7 | 90,6          | 104,0              | 90,6       |
| Rēzekne            | 104,2 | 101,0 | 101,8         | 107,5              | 101,8      |
| Alūksne            | 106,8 | 104,3 | -             | -                  | -          |
| Viesīte            | 107,6 | 104,7 | 102,2         | -                  | 102,2      |
| Lielauce           | 99,6  | -     | -             | -                  | -          |
| Kapteiņi (Vitrupe) | 105,5 | -     | -             | -                  | -          |
| Dagda              | 102,6 | -     | -             | -                  | -          |